# Jack MacGowran
John Joseph "Jack" MacGowran (13 de octubre de 1918, Dublín – 31 de enero de 1973, Nueva York) fue un actor irlandés de teatro y cine.

## Trayectoria
Fundó su reputación artística como miembro de la compañía Abbey Players de Dublín, donde interpretó con gran éxito varias obras de Samuel Beckett. Apareció en Esperando a Godot en el Royal Court Theatre, y con la Royal Shakespeare Company en Final de partida, en el teatro Aldwych. Publicó un LP: MacGowran Speaks Beckett, que coincidió con el sexagésimo cumpleaños de Beckett, y ganó el Premio Obie a la mejor interpretación, correspondiente a la temporada 1970-71, por su trabajo en Beckett, representada en Nueva York. 
También se especializó en la obra de Sean O'Casey, componiendo el papel de Joxer en el musical de Broadway Juno, en 1959, basado en el drama de O'Casey Juno and the Paycock, sobre el Conflicto de Irlanda del Norte (que en Irlanda llaman 'The Troubles') de 1924. Hizo del hermano de O'Casey, Archie, en la película El soñador rebelde (1965), una de las últimas de John Ford, y cuyo rodaje este tuvo que abandonar por problemas de salud.
En 1954 MacGowran se trasladó a Londres, donde se adscribió a The Royal Shakespeare Company. Allí hizo amistad duradera con Peter O'Toole, con quien apareció en la película de Richard Brooks Lord Jim (1965). 
Pero la carrera de MacGowran en el cine había comenzado en Irlanda: No Resting Place (1951). Muchos de sus primeros filmes fueron rodados en su país: El hombre tranquilo (1952), The Gentle Gunman (1952), Rooney (1958) y Darby O'Gill and the Little People (1959). 
En 1966, Roman Polanski lo contrató para hacer de gánster en Cul-de-Sac, antes de crear al profesor Abronsius de El baile de los vampiros (1967) especialmente para él. Otras películas importantes: The Titfield Thunderbolt (1953), Tom Jones (de Tony Richardson, 1963), Doctor Zhivago (David Lean, 1965), How I Won the War (Richard Lester, 1967), en la que trabajó con el cantante John Lennon); hizo asimismo el papel protagonista, el profesor Collins, en Wonderwall (1968), de Joe Massot.
En 1963 contrajo matrimonio con Aileen Gloria Nugent, hija del político Sir Walter Nugent. 

### Fallecimiento
Mientras participaba, en Nueva York, en el rodaje del film El exorcista (1973), MacGowran murió de complicaciones resultantes de una epidemia de gripe, enfermedad que había contraído en Londres. Tenía 54 años. Dejó una hija, la actriz Tara MacGowran.